# 锦江 (岷江支流)

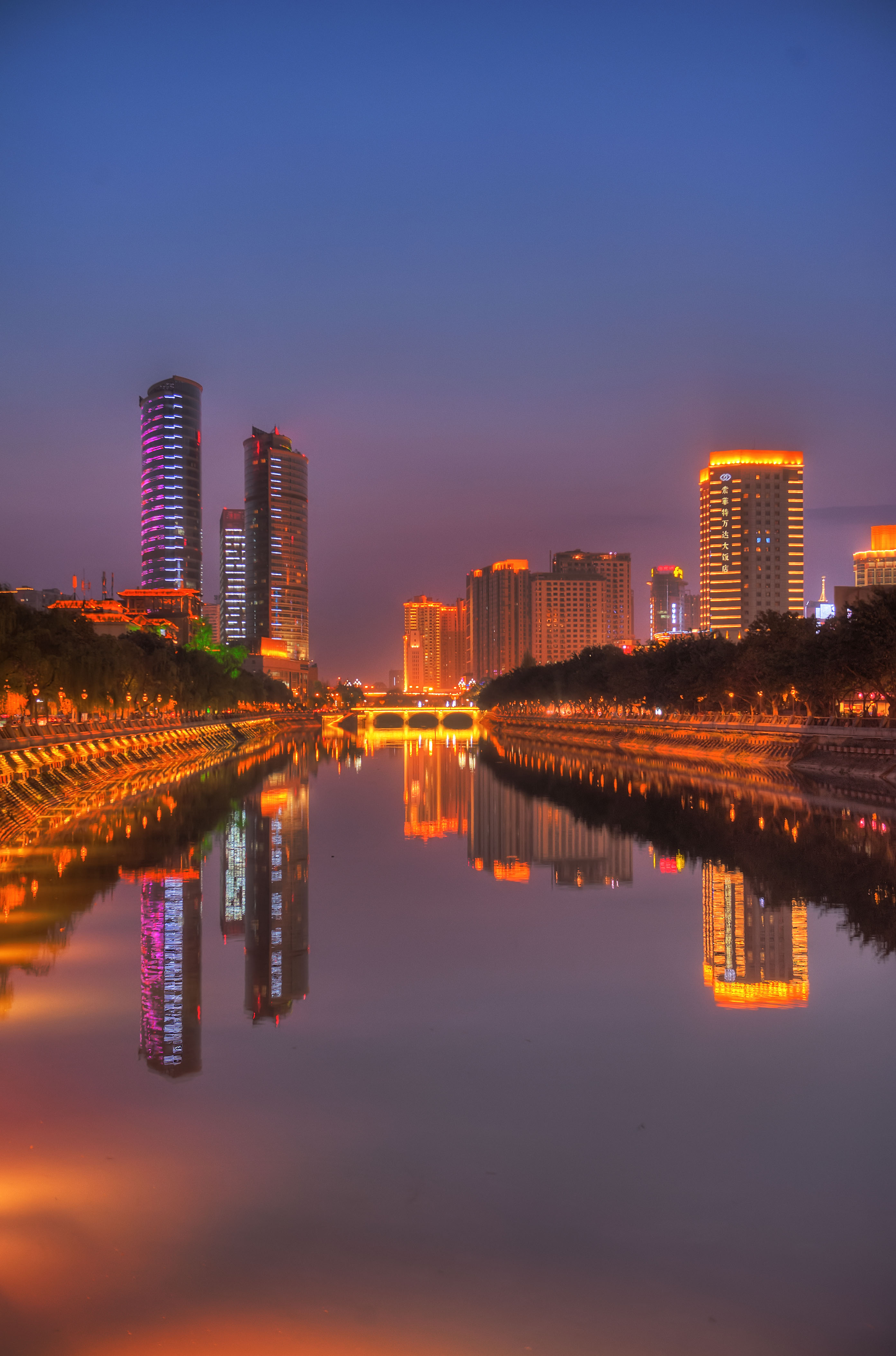
新南门附近的锦江夜景

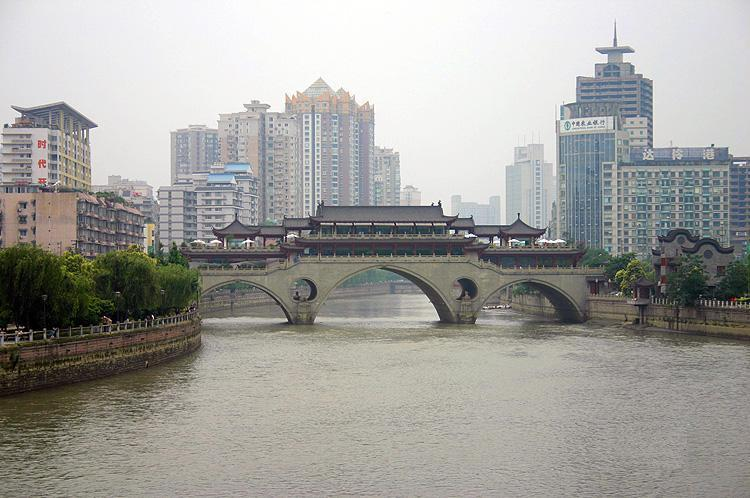
锦江及安顺廊桥

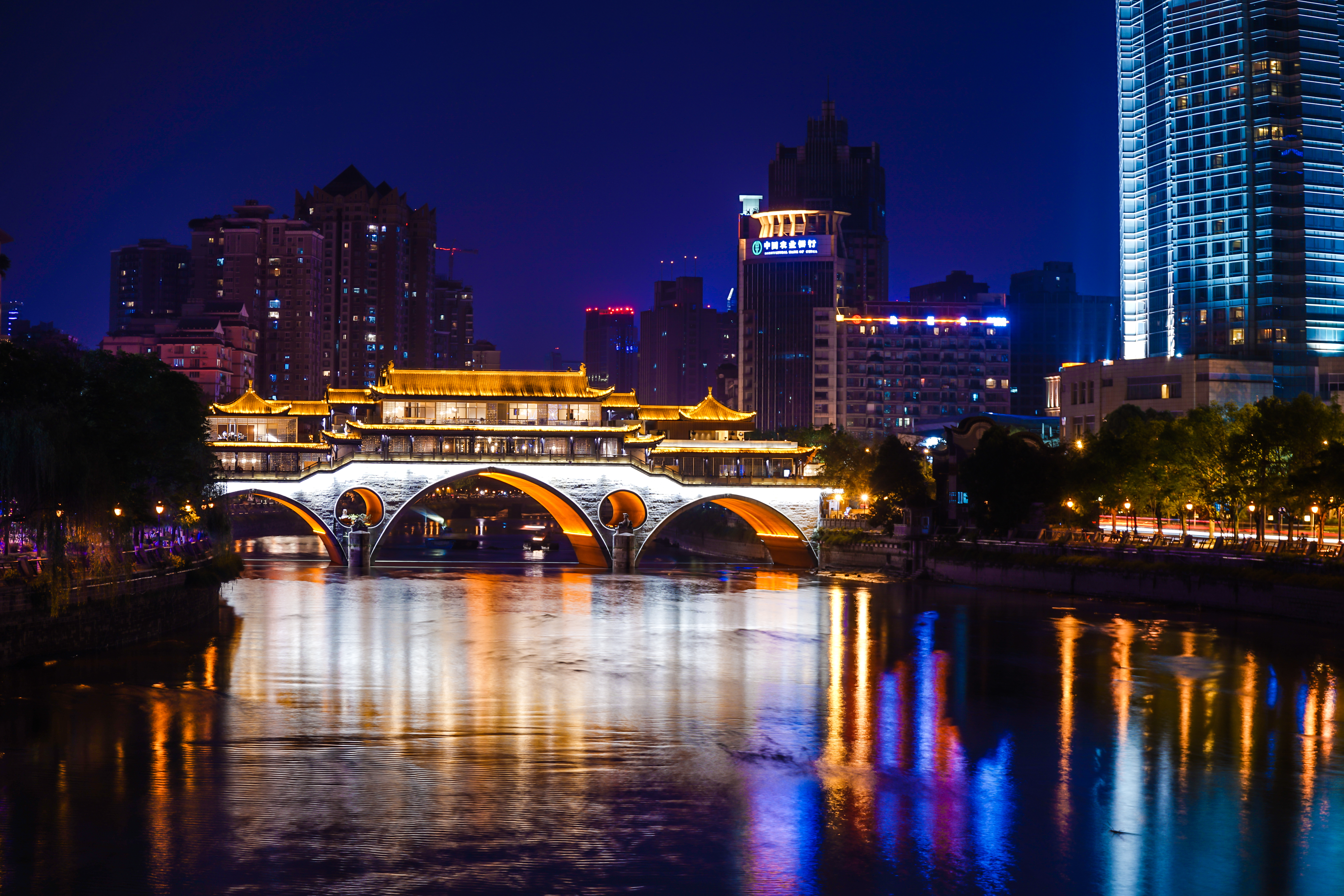
成都市锦江区安顺廊桥夜景

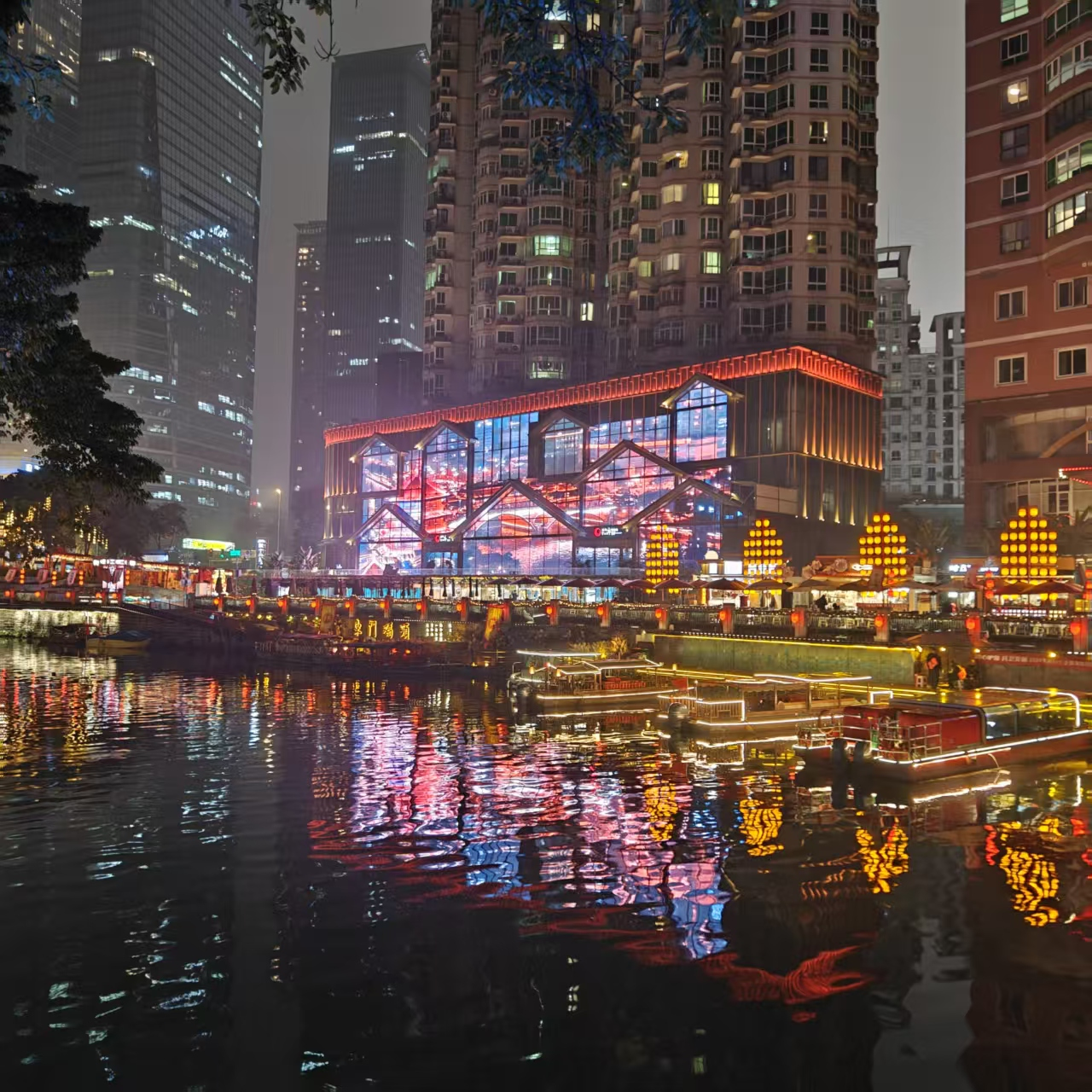
成都市锦江区“夜游锦江”东门码头

锦江是中国四川省的一条河流，绝大部分河段位于成都市境内，成都市的锦江区也由此得名。锦江过去曾一度被称为府河、南河及它们併流之后的府南河，于2005年5月复名为锦江。锦江干流起于成都市金牛区洞子口，止于眉山市彭山县江口镇，全长97.3千米。成都市的另一条河流南河，也被纳入了锦江水系。錦江亦匯合了成都市內其他的河流，包括沙河。
锦江流经成都市中心城区，杜甫、李白等诗人的作品中都多次提到锦江，最為著名的是杜甫《登樓》一詩中的「錦江春色來天地」。两岸有众多古迹，如：望江楼、合江亭、安顺廊桥、青羊宫、水井坊遗址。另外，通过于1993年开始的府南河综合整治工程使锦江环境得到很大改善，目前锦江两岸是成都市高层电梯公寓最集中的片区之一。